# Storia amministrativa del comune di Firenze

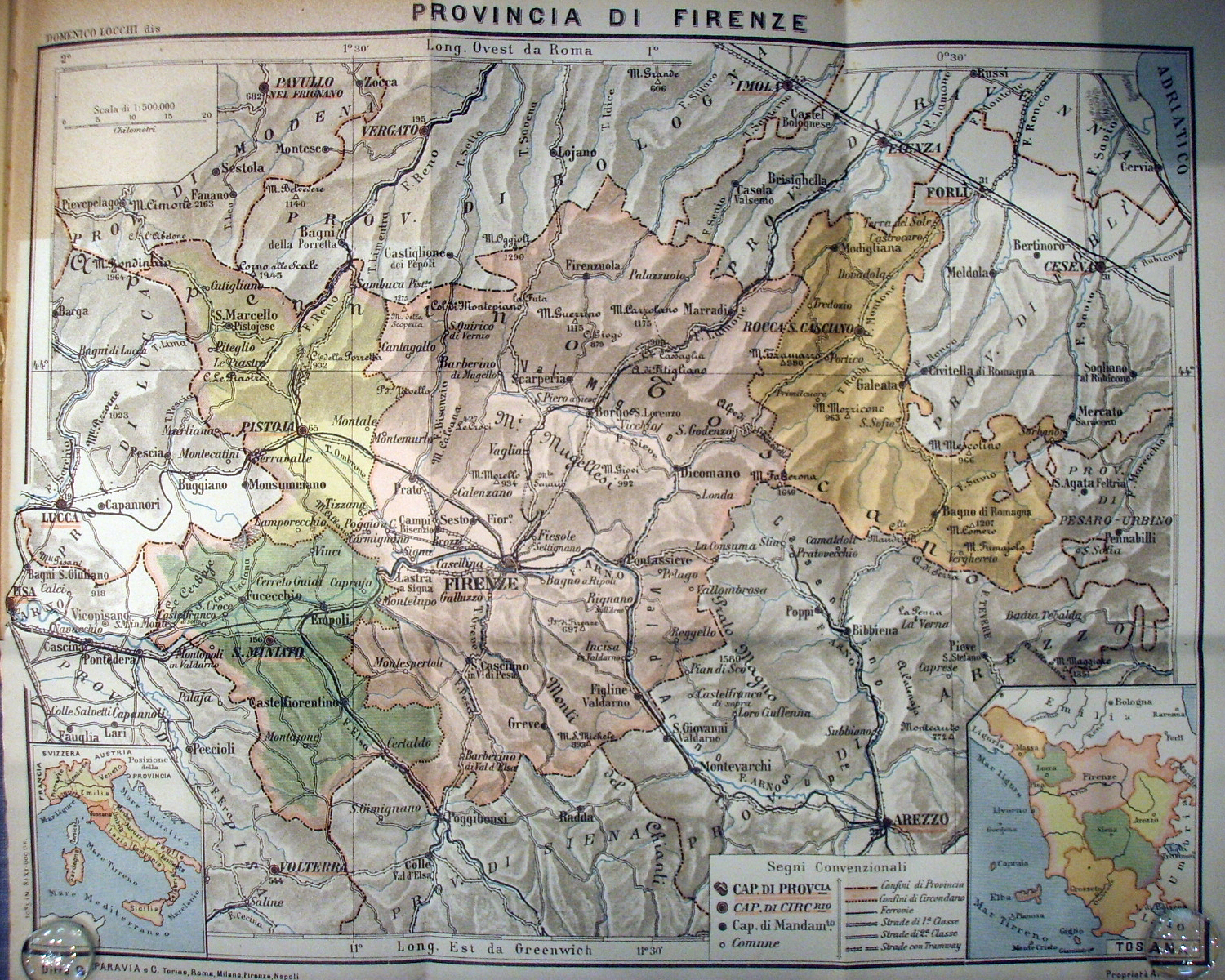
La provincia di Firenze nel 1924 (in rosa il circondario di Firenze)

Il territorio del comune di Firenze come è oggi è il risultato di complesse vicende amministrative che hanno visto la sua espansione, quasi sempre a danno dei comuni confinanti, dal 1865 al 1939.
Fino al 1865 il comune di Firenze era infatti delimitato dalla cerchia delle mura medievali, al di là delle quali cominciavano subito i territori dei comuni di Rovezzano, Bagno a Ripoli, Galluzzo, Legnaia, Pellegrino e Fiesole. In quest'anno, in vista della prevedibile espansione edilizia della città, divenuta capitale d'Italia, si decise di allargarne il territorio comunale.
In un primo tempo si pensò ad un'annessione tout court dei sei comuni limitrofi, ipotesi poi abbandonata per difficoltà logistiche (basti pensare a Bagno a Ripoli, il cui territorio si spingeva fino nel Chianti) o per ragioni storiche (il prestigio di Fiesole). Fu pertanto decisa una parziale espansione, che portò all'annessione al comune di Firenze di una corona circolare di territorio attorno alle mura, ottenuta con parti dei soppressi comuni di Legnaia, Rovezzano e Pellegrino e con la riduzione di quelli di Bagno a Ripoli, Fiesole e Galluzzo.
In questa occasione al comune di Firenze furono annesse le zone di Legnaia, i sobborghi del Pignone e di Verzaia, Bellosguardo e Monticelli dal comune di Legnaia; il Parco delle Cascine, Rifredi, Montughi, Il Pino, parte di Novoli e Polverosa dal comune del Pellegrino; San Salvi e Varlungo dal comune di Rovezzano; una zona prossima alle mura (attuali quartieri del Campo di Marte, San Gervasio e la zona del Viale Mazzini) dal comune di Fiesole; San Miniato, Pian de' Giullari, Il Bandino e Badia a Ripoli dal comune di Bagno a Ripoli; Arcetri, Poggio Imperiale, San Gaggio e Le Due Strade dal comune di Galluzzo.
Nel 1869 il comune di Firenze restituì la frazione del Bandino ed una piccola enclave (il palazzo comunale) a quello di Bagno a Ripoli.
Nel 1910 il comune di Fiesole cedette a quello di Firenze due zone: una comprendente Trespiano, Serpiolle, parte di Pian di San Bartolo e Careggi; l'altra comprendente Rovezzano, Settignano e Coverciano.
Nel 1915 il comune di Firenze si annetté una piccolissima zona del comune di Bagno a Ripoli (l'enclave che comprendeva il palazzo comunale del comune limitrofo).
Nel 1928 fu decisa un'ulteriore grande espansione del comune di Firenze, che raggiunse le attuali dimensioni (salvo un'eccezione). Il territorio fiorentino si allargò con le zone di Brozzi, Peretola, Quaracchi, Petriolo e La Sala (dal soppresso comune di Brozzi); Galluzzo, San Felice ad Ema e Cascine del Riccio (dal soppresso comune del Galluzzo); Il Bandino, Badia a Ripoli, Nave a Rovezzano, parte di Ponte a Ema (dal comune di Bagno a Ripoli); Castello, Quarto, Il Sodo, Le Panche, Il Lippi e parte delle località di Novoli, Polverosa e San Silvestro a Ruffignano (dal comune di Sesto Fiorentino) e San Bartolo a Cintoia, Santa Maria a Cintoia, Marignolle, San Lorenzo a Greve, Ugnano, Mantignano e Sollicciano (dal comune di Casellina e Torri, in tale occasione ribattezzato Scandicci).
Negli anni successivi, soprattutto in occasione del varo del Piano Regolatore del 1934, non mancarono proposte per allargare ulteriormente il territorio comunale fiorentino, anche ben oltre i limiti già proposti nel 1865; ad esempio la Confederazione Nazionale Sindacati Fascisti Professionisti ed Artisti di Firenze propose di annettere al capoluogo i comuni di Sesto Fiorentino, Bagno a Ripoli, Fiesole, Impruneta, il 40% del comune di Scandicci e larghe fette di quelli di Vaglia e Campi Bisenzio: secondo questa associazione, i confini comunali fiorentini dovevano essere delimitati a nord e ad est dai crinali appenninici e collinari, a sud dalla Greve e ad ovest dal Bisenzio.
Nel 1939 il comune di Firenze restituì la frazione di Signano a quello di Scandicci.
Nel secondo dopoguerra, in ragione anche della tumultuosa espansione edilizia ed industriale della città, si proposero ulteriori allargamenti del territorio comunale fiorentino: negli anni cinquanta si (ri) prospettò l'annessione del comune di Sesto Fiorentino e nei successivi anni ottanta quella di Scandicci. Queste proposte rimasero però inattuate, sia per motivi campanilistici che per ragioni di equilibri politici. Nel maggio del 2013, confortato dal successo dei referendum sulla fusione di alcuni comuni toscani e da un sondaggio che vedeva favorevoli due cittadini su tre, Andrea Barducci, allora Presidente della Provincia di Firenze, propose la creazione della Grande Firenze mediante la fusione del comune capoluogo con quelli di Bagno a Ripoli, Calenzano, Campi Bisenzio, Fiesole, Impruneta, Lastra a Signa, Pontassieve, Scandicci, Sesto Fiorentino e Signa. L'idea della fusione del Comune di Firenze con alcuni della cintura metropolitana, in particolare con Scandicci e Bagno a Ripoli, è stata rilanciata nell'ottobre 2015 dal Sindaco Dario Nardella: la proposta del primo cittadino fiorentino è stata accolta favorevolmente da diversi colleghi della cintura, in particolare da Emiliano Fossi, Sindaco di Campi Bisenzio, che ha sollecitato tempi rapidi per l'operazione "Grande Firenze".
Una curiosità legata alle tumultuose vicende amministrative di Firenze e dintorni è il fatto che alcuni personaggi celebri considerati "fiorentinissimi" fossero in realtà nati in comuni limitrofi: i casi più noti sono quelli di Gino Bartali e Mario Luzi, entrambi nati nel 1914 quando i loro borghi natii, rispettivamente Ponte ad Ema e Castello, facevano parte dei comuni di Bagno a Ripoli e Sesto Fiorentino.